# Camilo Bargiela
Camilo Bargiela (Pontevedra, 25 dicembre 1874 – Casablanca, 2 luglio 1910) è stato uno scrittore, traduttore e diplomatico spagnolo.

## Biografia
Camilo Bargiela nasce nel 1874 a Tuy, nella provincia di Pontevedra, in Galizia. Divenuto in gioventù uno dei personaggi più eminenti dei circoli culturali madrileni nel periodo del decadentismo, terminati gli studi entra a far parte del corpo diplomatico. Distinguendosi dapprima come critico e traduttore (sua, assieme a Francisco Villaespesa, è la trasposizione in spagnolo dell'opera La reliquia di José Maria Eça de Queiroz) diviene poi popolare anche come scrittore. Nel 1900 pubblica Luciérnagas. Cuentos y sensaciones, una raccolta di sette racconti e di alcuni saggi di sapore decadente e bohème (movimento artistico).
Muore nel 1910 a Casablanca, in Marocco, dove si trovava a ricoprire il ruolo di console.
Alcuni anni dopo, quando il coetaneo Alejandro Pérez Lugín pubblicò il romanzo La casa de la Troya, venne accusato di aver plagiato un'opera inedita di Bargiela, ma, nel processo che seguì, emerse l'infondatezza di tali affermazioni di cui era portatrice la sorella del defunto scrittore.